# Eastern Highlands (Papoea-Nieuw-Guinea)

Indeling in districten

Eastern Highlands is een provincie in de Highlands regio van Papoea-Nieuw-Guinea. Eastern Highlands telt 433.000 inwoners (in 2000) op een oppervlakte van 11.200 km². De hoofdstad is Goroka.
Deze provincie ligt in het centrale bergland dat bestaat uit ruig, moeilijk toegankelijk gebied, afgewisseld met vruchtbare valleien. De hoogste berg is Mount Michael (3750 m). In de valleien zijn koffie- en tabaksplantages, veeteelt en worden fruit en pinda's geteeld.
Pas in 1927 bezochten zendelingen van de Duitse Lutherse kerk het gebied. In de jaren 1930 drongen Australische goudzoekers verder het bergland binnen en vormden voor de bewoners het eerste contact met de Westerse wereld.
In de jaren 1950 werd begonnen met een weg door het centrale bergland.

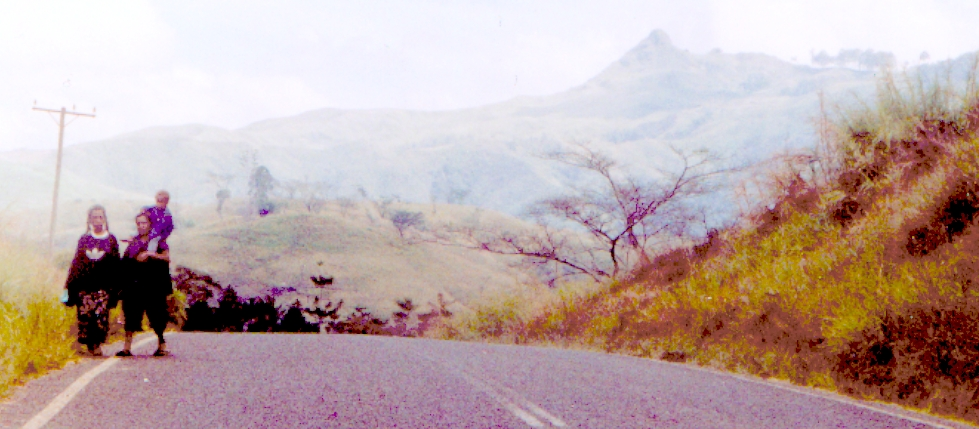
Weg door het centrale bergland

Provincies: Central · Chimbu · Eastern Highlands · East New Britain · East Sepik · Enga · Gulf · Hela · Jiwaka · Madang · Manus · Milne Bay · Morobe · New Ireland · Northern · Southern Highlands · Western · Western Highlands · West New Britain · Sandaun

National Capital District      Autonome provincie: Bougainville